# Paolo Lombardi
Paolo Lombardi (Siena, 23 dicembre 1944) è un attore e doppiatore italiano.

## Biografia
Interprete di diverse pellicole e sceneggiati televisivi formatosi artisticamente al Piccolo Teatro di Siena, come doppiatore è noto principalmente per essere stato la voce italiana di Alfred Hitchcock e Richard Griffiths. Nel 2014 ha interpretato lo stesso Hitchcock nell'adattamento teatrale de Il cinema secondo Hitchcock, in cui venne ricreata in scena l'intervista a opera di François Truffaut, interpretato nello spettacolo da Jacques Peyrac.

## Filmografia

### Cinema
- Quel movimento che mi piace tanto, regia di Franco Rossetti (1976)
- Una pura formalità, regia di Giuseppe Tornatore (1994)
- Il giudice ragazzino, regia di Alessandro Di Robilant (1994)
- I mitici - Colpo gobbo a Milano, regia di Carlo Vanzina (1994)
- Un mese al lago, regia di John Irvin (1995)
- Soldato ignoto, regia di Marcello Aliprandi (1995)
- Panni sporchi, regia di Mario Monicelli (1999)
- Medley - Brandelli di scuola, regia di Jonathan Zarantonello (2000)
- Mari del sud, regia di Marcello Cesena (2001)
- Piovono mucche, regia di Luca Vendruscolo (2002)
- Un Aldo qualunque, regia di Dario Migliardi (2002)
- L'amore ritrovato, regia di Carlo Mazzacurati (2004)
- Le rose del deserto, regia di Mario Monicelli (2006)
- Una moglie bellissima, regia di Leonardo Pieraccioni (2007)
- Marpiccolo, regia di Alessandro Di Robilant (2009)
- Meredith - The Face of an Angel, regia di Michael Winterbottom (2014)

### Televisione

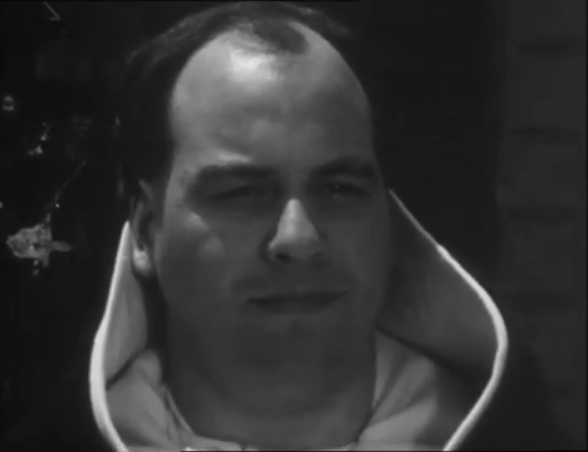
Paolo Lombardi protagonista nel film Tommaso d'Aquino (1975)

- Le avventure di Laura Storm – serie TV, episodio Défilé per un delitto (1965)
- Il conte di Montecristo, regia di Edmo Fenoglio – miniserie TV (1966)
- Caravaggio, regia di Silverio Blasi – miniserie TV (1967)
- Nero Wolfe – serie TV, episodio 1x04 (1969)
- Sul filo della memoria, regia di Leandro Castellani – miniserie TV (1972)
- Delitto di regime - Il caso Don Minzoni, regia di Leandro Castellani – miniserie TV (1973)
- Ladri e quadri, regia di Leandro Castellani – film TV (1973)
- Tommaso d'Aquino, regia di Leandro Castellani – film TV (1975)
- Qui squadra mobile – serie TV, 6 episodi (1976)
- Il processo, regia di Luigi di Gianni – film TV (1978)
- Il prezzo del denaro, regia di Maurizio Lucidi – film TV (1995)
- Nonno Felice – serie TV, episodio 3x07 (1994)
- Morte di una strega, regia di Cinzia TH Torrini – miniserie TV (1995)
- Norma e Felice – serie TV, episodio 1x05 (1995)
- Positano, regia di Vittorio Sindoni – miniserie TV (1996)
- Linda e il brigadiere – serie TV, episodio 1x06 (1997)
- Trenta righe per un delitto, regia di Lodovico Gasparini – miniserie TV (1998)
- Il dono di Nicholas, regia di Robert Markowitz – film TV (1998)
- Piccolo mondo antico, regia di Cinzia TH Torrini – miniserie TV (2001)
- Don Matteo – serie TV, episodio 2x12 (2001)
- Francesco, regia di Michele Soavi – miniserie TV (2002)
- Madre come te, regia di Vittorio Sindoni – film TV (2004)
- La terra del ritorno, regia di Jerry Ciccoritti – miniserie TV (2004)
- La omicidi – serie TV, 6 episodi (2004)
- Regina dei fiori, regia di Vittorio Sindoni – miniserie TV (2004)
- Il capitano – serie TV (2005)
- Le ragazze di San Frediano, regia di Vittorio Sindoni – miniserie TV (2007)
- Per una notte d'amore, regia di Vittorio Sindoni – miniserie TV (2008)
- VIP, regia di Carlo Vanzina – film TV (2008)
- Il commissario Manara – serie TV (2009)
- Distretto di Polizia – serie TV, episodio 11x10 (2011)

#### Prosa televisiva Rai
- La commedia degli errori di William Shakespeare, regia di Ruggero Jacobbi e Maria Maddalena Yon, trasmessa il 17 marzo 1968.
- Il commedione di Diego Fabbri da Giuseppe Gioacchino Belli, regia di Giancarlo Sbragia, trasmessa tra il 18 e il 21 giugno 1980.

### Cortometraggi
- Io mi salverò?, regia di Roberto Meddi (1994)

## Radio
- Diabolik, adattamento radiofonico di Armando Traverso, regia di Arturo Villone (Rai Radio 2, 2000)
- Ho Wa-Tah ne Le avventure di Tex Willer, regia di Armando Traverso (Rai Radio 2, 2001)
- Vescovo Guillame ne La furia di Eymerich di Valerio Evangelisti, regia di Arturo Villone (Rai Radio 2, 2001)
- Commissario Polè in Diabolik - Il re del terrore, regia di Arturo Villone (Rai Radio 2, 2002)
- Rasputin ne La storia in giallo (Rai Radio 3, 2002)[4]
- Nero Wolfe ne L'alta cucina di Nero Wolfe, regia di Guido Piccoli (2003)
- Impresario Astruc e Basil Thomson di Scotland Yard in Mata Hari, regia di Arturo Villone (Rai Radio 2, 2003)
- Bounty (2004)
- Alfred Hitchcock in Hitchcock presenta: Il Tribunale dei Morti (2004)
- Cardinale Dalla Costa in Don Milani, prete scomodo, regia di Paolo Buglioni per il Teatro della Misericordia (Radio Vaticana, 2015)[5]

## Doppiaggio

### Film
- Richard Griffiths in Pranzo reale, Tutta colpa del fattorino, Harry Potter e la pietra filosofale, Harry Potter e la camera dei segreti, Harry Potter e il prigioniero di Azkaban, Harry Potter e l'Ordine della Fenice, Harry Potter e i Doni della Morte - Parte 1, Racconti incantati, Pirati dei Caraibi - Oltre i confini del mare, Questione di tempo
- Ian McNeice in L'inglese che salì la collina e scese da una montagna, L'amore è un trucco, White Noise - Non ascoltate, Operazione Valchiria
- Roger Hammond in  Riccardo III, La famiglia omicidi, Le seduttrici
- Derek Jacobi in L'altro delitto, Effie Gray - Storia di uno scandalo
- Ned Beatty in Benvenuti a Radioland, L'occhio del ciclone - In the Electric Mist
- Tom Courtenay in Nicholas Nickleby, Il club del libro e della torta di bucce di patata di Guernsey
- Michael Gambon in La ragazza dei sogni, Squanto - Il guerriero del falco
- Michael Lonsdale in Quel che resta del giorno, Munich
- Randy Quaid in Texasville, L'ultimo inquisitore
- Peter Gerety in K-PAX - Da un altro mondo, Changeling
- Richard Riehle in Pomodori verdi fritti alla fermata del treno, Mysterious Skin
- Dan Aykroyd in Sergente Bilko
- Frank Langella in Dave - Presidente per un giorno
- Vernon Wells in Commando
- Michel Blanc in Il mostro
- James Cromwell in The Queen - La regina
- Jeffrey Jones in Amadeus
- Robert Mitchum in Dead Man
- Milan Gargula in I fratelli Grimm e l'incantevole strega
- Peter Boyle in Monster's Ball - L'ombra della vita
- Fred Thompson in La tenera canaglia
- Nick Searcy in Cast Away
- Jay Wolpert in Il padre della sposa 2
- Ian Richardson in La carica dei 102 - Un nuovo colpo di coda
- Ernie Lively in Passenger 57 - Terrore ad alta quota
- Jim Broadbent in L'agente segreto
- Don Johnson in Cell Block 99 - Nessuno può fermarmi
- David Ogden Stiers in Da giungla a giungla
- Jim Carter in Oxford Murders - Teorema di un delitto
- Danny Aiello in La rosa purpurea del Cairo
- George Memmoli in Mean Streets - Domenica in chiesa, lunedì all'inferno
- Bill Smitrovich in The Phantom
- Jay O. Sanders in In ricchezza e in povertà
- Eddie Jones in Cadillac Man - Mister occasionissima
- John McMartin in Kinsey
- Dick Curtis in L'infallibile pistolero strabico
- Pruitt Taylor Vince in Bird Box
- Sully Boyar in In the Soup - Un mare di guai
- Sydney Pollack in I protagonisti
- Freddie Jones in Montecristo
- John Aylward in Abbasso l'amore
- Niall Buggy in Mamma mia!
- Ian McKellen in Jack & Sarah
- Allen Garfield in Il candidato
- Pat Morita in Fino all'inferno
- Barry Corbin in Fai come ti pare
- Jon Polito in Quattro zampe a San Francisco
- Dennis Mientka in Il grande fiume del Nord
- Harold Innocent in Enrico V
- Bill Nunn in Candyman 2 - Inferno nello specchio
- DeForest Kelley in La notte della lunga paura
- Jack McGee in La prova
- Edward Woodward in Hot Fuzz
- William Monroe in Il mutante
- Jonathan Banks in Crocodile Dundee 3
- Warren Clarke in Blow Dry
- Edward Herrmann in Relative Strangers - Aiuto! sono arrivati i miei
- Paul Brooke in Il fantasma dell'Opera
- Don S. Davis in Alaska
- Pat McCormick in Buffalo Bill e gli indiani
- Chuck Shamata in Cinderella Man - Una ragione per lottare
- Mike Starr in Io e zio Buck
- O'Neal Compton in Life
- William O'Connel in Il texano dagli occhi di ghiaccio
- Roger Ashton-Griffiths in Grace di Monaco
- Richard McGonagle in Regole d'onore
- Paxton Whitehead in Kate & Leopold
- Jeffrey Tambor in BancoPaz
- Joel McCrary in Principe azzurro cercasi
- Michael Culkin in Dorian Gray
- Christian Redl in La caduta - Gli ultimi giorni di Hitler
- Robert Glaudini in Pretty Princess
- Gerhard Garbers in Ricette d'amore
- Wylie Watson in Il club dei 39 (ridoppiaggio)
- George Wendt in Chi è sepolto in quella casa?
- Ian Ogilvy in La morte ti fa bella
- Larry Brandenburg in Fargo
- Stephen Tobolowsky in Insider - Dietro la verità
- Geoffrey Copleston in Nina
- André Dussollier in Vidocq - La maschera senza volto
- François Hadji-Lazaro in Dellamorte Dellamore
- Philippe Du Janerand in Les choristes - I ragazzi del coro
- Pierre Vernier in Sotto la sabbia
- Jean-Paul Roussillon in I re e la regina
- Paul Préboist in Aggrappato ad un albero, in bilico su un precipizio a strapiombo sul mare
- Raoul Billerey in Eloise, la figlia di D'Artagnan
- Maurice Risch in Due per un delitto
- Jacques Boudet in Emotivi anonimi
- Luis de Icaza in Uno per tutte
- Frankie Sakai in L'ultima guerra
- Hisashi Igawa in Rapsodia in agosto
- Cary-Hiroyuki Tagawa in 47 Ronin
- John Sharp in Mani di velluto
- Gabriele Tinti in Endgame - Bronx lotta finale
- Héctor Alterio in Due uomini, quattro donne e una mucca depressa
- Allan Kent in I 3 dell'Operazione Drago
- Ercüment Balakoglu in L'albero dei frutti selvatici
- Galeazzo Benti in Gioco al massacro
- Franco Adducci in 7 chili in 7 giorni
- Voce narrante in Dudley Do-Right
- Turgut Burali in Insegnami ad uccidere

### Film d'animazione
- Jumba Jookiba in Lilo & Stitch, Lilo & Stitch 2 - Che disastro Stitch!, Provaci ancora Stitch!, Leroy & Stitch
- Narratore in Babe - Maialino coraggioso, Babe va in città e Topolino strepitoso Natale!
- Portatile in Cuccioli - Il codice di Marco Polo e Cuccioli: Il paese del vento
- Maurice ne La bella e la bestia
- Lenny ne L'era glaciale
- Colonnello ne La gabbianella e il gatto
- Sig. Harcourt in Atlantis - L'impero perduto
- Babamas ne I Magotti e la Pentola Magica
- Papà di Glim in Mune - Il guardiano della luna
- Sgrufo in Biancaneve - E vissero felici e contenti
- Il Lupo Arbitro in Magic Sport - Il calcio magnetico
- Babbo Natale in Felix salva il Natale
- Il Preside ne Le avventure del topino Despereaux
- L'Uomo Corpulento #1 in A Christmas Carol
- Il Gufo in Pinocchio
- Il maghetto in Baby Boss

### Televisione
- Alfred Hitchcock in Alfred Hitchcock presenta / L'ora di Hitchcock (seconda parte degli episodi) e nel remake del 1985.
- Günter Strack in Un caso per due
- Alun Armstrong in Penny Dreadful
- Alan Williams in The Crown
- Lima Duarte in Marron Glacé

### Serie animate
- Alfred Hitchcock in Animaniacs[6] e Celebrity Deathmatch
- Jumba Jookiba in Lilo & Stitch
- Mandarino in Sagwa
- Portatile in Cuccioli
- Nonno in Chobin, il principe stellare
- Ladro in Cowboy Bebop
- Luther (2°voce) in Spike Team
- Martin Luther King Jr. in The Boondocks
- Personaggi secondari delle prime stagioni de I Simpson[7]
- Carlo/Portatile/Galileo Galilei in Eppur si muove
- William in Juniper Lee